# Guisad
|  | No s'ha de confondre amb Guisat. |

|  | Per a altres significats, vegeu «Guisad II». |

Guisad, anomenat Guisad I, apareix com a bisbe d'Urgell en la dedicació i dotació de l'església de Sant Martí de Salices (Saldes?) als idus de desembre del 857. L'any 860 rebé el bisbe Guisad el privilegi de protecció per part del rei Carles el Calb. Aquell mateix any assistí Guisad al concili de Thusy (Tussiaco) al Llenguadoc. Guisad també apareix com a signant d'una sentència conjuntament amb els jutges Golteredo i Ansulfo en un plet entre Ispalarico contra Leofredo del 17 de març de 872. Durant el seu pontificat es fundà el monestir de Sant Andreu d'Eixalada a la vall de Conflent, cap a l'any 855. Aquest cenobi fou fundat per set sacerdots de la diòcesi d'Urgell, encapçalats per Protasi i Witiza, que decidiren fundar-lo en la d'Elna. El 878 una riuada del Tet destruí la nova casa fundant aquesta comunitat, en un nou lloc, el monestir de Sant Miquel de Cuixà.